# Gnathodracon apicipuncta
Gnathodracon apicipuncta – gatunek motyli z rodziny trociniarkowatych i podrodziny Tortricinae.
Gatunek ten opisany został po raz pierwszy w 2012 roku przez Józefa Razowskiego i Janusza Wojtusiaka na łamach „Acta Zoologica Cracoviensia”. Jako lokalizację typową wskazano Nsukka Forest Reserve w nigeryjskim stanie Anambra. Epitet gatunkowy oznacza po łacinie „punktowana na wierzchołku” i nawiązuje do wzoru przedniego skrzydła.
Motyl osiągający około 15 mm rozpiętości skrzydeł. Głowa jest brązowawożółta z brązowym czołem i brązowawokremowymi tylnymi stronami głaszczków wargowych. Tułów również ma kolor brązowawożółty. Skrzydło przednie jest nierozszerzone ku szczytowi, z wypukłą krawędzią kostalną oraz delikatnie zafalowanym brzegiem zewnętrznym. Ubarwienie ma brązowożółte z delikatnym brązowym, a w części odsiebnej też białym kreskowaniem. Na tym tle występują ciemnobrązowe przepaski środkowa i subterminalna. Skrzydło tylne jest brązowawe. Strzępiny skrzydeł przednich są brązowawożółte z brązowym wierzchołkiem i kremowym kątem tylnym, zaś skrzydeł tylnych jasnobrązowe. Genitalia samicy mają krótkie pokładełko, bardzo wąskie gonapofizy, błoniasty przewód torebki kopulacyjnej, a samą torebkę zaopatrzoną w płaskie, ostrzowate znamię. Sterygma ma część kubkowatą smukłą, a za nią leży poprzeczny skleryt uzbrojony w dwa drobne kolce.
Gatunek afrotropikalny, znany tylko z Nigerii ze stanów Anambra i Edo.